# Karl Heinrich Hertwig

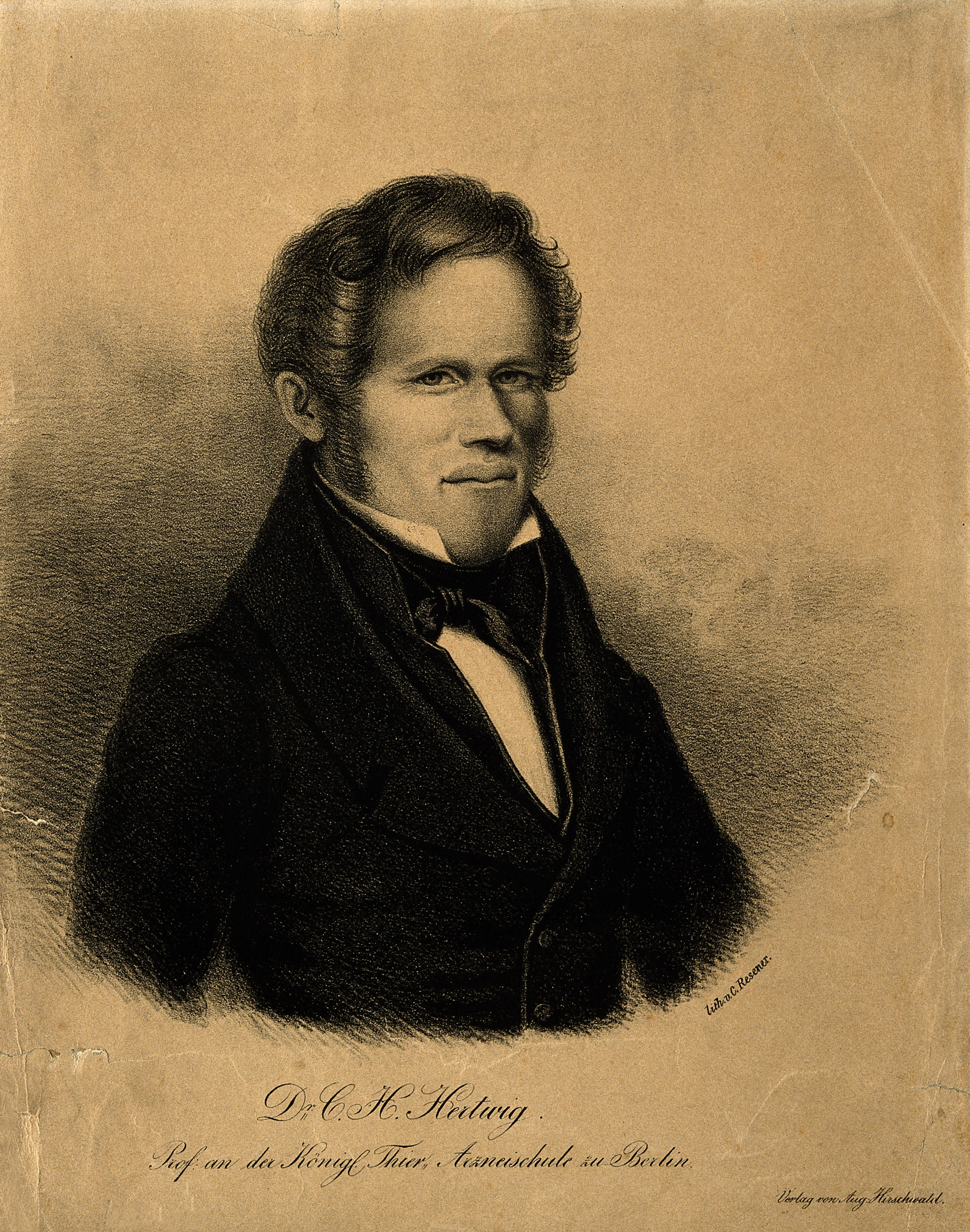

Karl Heinrich Hertwig, född den 10 januari 1798 i Ohlau i Schlesien, död den 19 juli 1881 i Berlin, var en tysk veterinär.
Hertwig blev 1826 lärare och 1833 professor vid veterinärskolan i Berlin. Som lärare åtnjöt han stort anseende och förvärvade sig genom sina många försök (rörande skabb, rabies, koppor och fågelsjukdomar med mera) stora förtjänster om veterinärvetenskapens utveckling. 
Hans förnämsta arbeten är Handbuch der praktischen arzneimittellehre für thierärzte (1833; 5:e upplagan 1872), Praktisches handbuch der chirurgie für thierärzte (1850; 3:e upplagan 1873) samt Die krankheiten der hunde und deren heilung (1853). Tillsammans med E.F. Gurlt utgav han 1835–74 "Magazin für die gesammte thierheilkunde".